# لو كنت صبيا
لو كنتُ صبيًا (بالإنجليزية: If I Were a Boy)‏ هي أغنية سجلتها المغنية الأمريكية بيونسي من ألبومها الثالث «أنا، ساشا الشرسة» 2008. كتبت بي سي جين وتوبي جاد الأغنية وأدارا إنتاجها أيضًا بالتعاون مع بيونسي. استوحت الأغنية من الانهيار المعقد لعلاقة رومانسية وسجلتها جين في بادئ الأمر إذ رفضتها شركة التسجيلات، بعد ذلك سجلت بيونسي نسختها الخاصة. كانت جين مستاءة عندما علمت أن بيونسي كانت لتطلقها بمفردها لكن في النهاية توصلا إلى اتفاق. أطلقت شركة كولومبيا للتسجيلات «لو كنتُ صبيًا» للإذاعة الأمريكية في 8 أكتوبر 2008 ألبوم أغنية مزدوجة جنبًا إلى جنب مع «نساء عازبات» أغنيةً رئيسية منفردة. أظهرت كلتا الأغنيتين التناقض بين شخصية بيونسي وبين شخصيتها العدوانية على المسرح في دور ساشا الشرسة. أطلقت النسخة الإسبانية من الأغنية رقميًا في المكسيك وإسبانيا بعنوان سي يو فويرا إن شيكو «لو كنت صبيًا».
تميل أغنية لو كنتُ صبيًا إلى أغاني البوب وريذم أند بلوز التي تستمد التأثيرات من التقليد الفلكلوري من خلال الآلات التي تشمل القيثارات الصوتية والطبول والوتر. تندب كلمات الأغنية سوء الفهم بين الجنسين وتدين الجانب الذكوري من العلاقات. تلقت أغنية لو كنت صبيًا قبولًا حسنًا من قبل النقاد وأثنوا على الأداء الصوتي المؤثر والعاطفي لبيونسي ووصفوا الأغنية بأنها من أفضل أعمالها حتى الآن. حققت الأغنية نجاحًا تجاريًا إذ احتلت المراكز العشرة الأولى في 25 مخططًا فرديًا مختلفًا. وتصدرت المخططات في أكثر من 8 دول أوروبية من ضمنها المملكة المتحدة إذ كانت هذه الأغنية الأكثر مبيعًا لبيونسي مع أنها تأتي في المرتبة الثالثة فقط مع تضمين البيانات المتعاقبة. بلغت ذروتها في المرتبة الثالثة على مخطط بيلبورد هوت 100 وحصلت على عدة شهادات بلاتينية في أستراليا وكندا والولايات المتحدة.
أخرج الفيديو الموسيقي المصاحب للأغنية جاك نافا وصُور بالأبيض والأسود. يشبه مفهوم الأغنية موضوع تبادل الدور في الفيلم الكوميدي الأمريكي فريكي فرايدي 1976. حرر فيديو النسخة الإسبانية من المقطع الاصلي للأغنية. روجت بيونسي لأغنيه لو كنتُ صبيا من خلال العروض الحية في أماكن مثل أوبرا وينفري وحفل توزيع جوائز جرامي الثاني والخمسين و«أنا...جوله حول العالم» (10–2009). قامت مسابقات موسيقية متلفزة عديدة بتغطية الأغنية. غنت المغنية الأمريكية ريبا ماكنتاير النسخة الوطنية من الأغنية على التلفزيون الموسيقي الوطني (سي إم تي) وأصدرت نسخة الاستوديو أغنيةً ثانية من ألبومها عام 2010 «جميع النساء التي أكونها».

## الكتابة والإنتاج
كتبت بي سي جين وتوبي جاد لو كنتُ صبيًا. إنها أغنية افتتاح لـ «أنا...» أسطوانة الألبوم المزدوج «أنا...ساشا الشرسة». وهي الأغنية الوحيدة على الأسطوانة التي لم تشارك بيونسي في كتابتها. كتبت جين معظم الكلمات واستوحت إلهامها من انفصال علاقة رومانسية. زارت جين وجاد في أحد الأيام مطعم البيتزا في تايمز سكوير في مدينة نيويورك. رغم الإغراء امتنعت جين عن تناول البيتزا لأنها كانت تتبع نظامًا غذائيًا. اعتقدت بعد ذلك أنها لو كانت صبيًا لكانت قد أكلت دون ندم. بعد التفكير في الفكرة، خلصت إلى أنها كانت ستصبح أفضل من حبيبها السابق. التقط جاد أفكار جين على جهاز تسجيل محمول وذهبا إلى الاستوديو في نفس اليوم. فور وصولها، كتبت الكلمات واللحن في 15 دقيقة تقريبًا. ثم سجلت الأغنية في أقل من نصف ساعة مع جاد على الغيتار.
بعد أن أكملت جين نسختها من لو كنتُ صبيًا قدمتها إلى شركة التسجيلات الخاصة بها، التي رفضت الأغنية. شارك جاد وجين في كتابة 12 أغنية من ضمنها لو كنتُ صبيًا لألبوم المغني الأول. مع انهيار الصفقة مع شركة جين سوّق جاد الأغاني لفنانين معروفين. أحبت بيونسي أغنية لو كنتُ صبيًا وسجلت نسختها الخاصة من الأغنية لألبومها «انا...ساشا الشرسة». أنتج جاد وبيونسي المقطع الموسيقي سنة 2008 في استوديوهات روك ذا مايك وشركة ستروبيري للإنتاج في مدينة نيويورك واستوديوهات «جي إيه دي» في إبيزا. تولى جاد التوزيع الموسيقي وشارك في تسجيل الموسيقى على الآلات إلى جانب شقيقة جينس جاد وريجي سيانس بيري. سجل جيم كاروانا غناء بيونسي في استوديوهات روك ذا مايك. سجل مارك سبايك ستينت المقطع الموسيقي بمساعدة مات جرين في استوديو التسجيل بلانت في لوس أنجلوس. وُضعت أغنية «لو كنتُ صبيًا» ضمن «أنا..» أسطوانة ألبوم «أنا، ساشا الشرسة» بوصفها أغنية تظهر عدم ثقة بيونسي بحب الذات، رغم أنها تتمتع بالأضواء والشهرة والحياة المثيرة.